# Фламинго, розовая птица
Фламинго, розовая птица (азерб. Qızıl qaz) — советская драма 1972 года производства киностудии Азербайджанфильм.

## Синопсис
Жанр указанного фильма — психологическая драма-киноповесть. Фильм рассказывает о Каспийском море, живописной природе и жителях. В центре основного сюжета фильма общественно-моральные проблемы. Последняя роль в кино актрисы Тораханым Зейналовой.

## Создатели фильма

### В ролях
Гасан Мамедов — Фарман
Шукур Бурханов — Агабала
Тофик Тагизаде — председатель комитета Теймур Мухтаров
Лейла Шихлинская — Шафига
Гасан Турабов — Фазилов
Иван Рыжов — Якоб Митрошин
Садых Гусейнов — Алигусейн
Шахмар Алекперов — Ризван
Рафик Азимов — Гюндуз
Мамедрза Шейхзаманов — Махмуд
Т. Ксенофонтова — Гора
С. Агайев
Халида Гулиева (в титрах — Халида Гасымова) — Валида
Рафик Керимов
Садых Гасанзаде — Нуру
Амина Нагиева
С. Асланова
Садая Мустафаева — мать Шафиги
Тораханым Зейналова — сестра Алигусейна
Эльдар Азимов
Е. Пашаев
Е. Мамедов
Людмила Духовная
Аббас Рзаев
Сулейман Аскеров — крестьянин
Ильхам Намиг Камал — бармен Али
Тариел Гасымов — Telemüxbir (не переводится)

#### Роли дублировали

##### Внутренний дубляж (в титрах не указаны)
Амина Юсифкызы — Шафига (Лейла Шихлинская)
Самандар Рзаев — Мухтаров (Тофиг Тагизаде)
Юсиф Велиев — Агабала (Шукур Бурханов)
Агасадых Герабейли — Митрошин (Иван Рыжов)

##### Дубляж на русский язык
Владимир Костин — Фарман (Гасан Мамедов)
Григорий Гай — Агабала (Шукур Бурханов)
Ефим Копелян — Мухтаров (Тофик Тагизаде)
Людмила Старицына — Шафига (Лейла Шихлинская)
Нодар Шашикоглу — Фазилов (Гасан Турабов)
Александр Суснин — Ризван (Шахмар Алекперов)
Борис Аракелов — Агахусейн (Садых Гусейнов)
Игорь Ефимов — Митрошин (Иван Рыжов)

### Административная группа
автор сценария: Али Гафаров
режиссёр-постановщик: Тофик Тагизаде
второй режиссёр: Акиф Рустамов
оператор-постановщик: Заур Магеррамов
монтажёр-постановщица: Тамара Нариманбекова
художник-постановщик Мамед Гусейнов
художник по костюмам: Татьяна Амирова
художник-гримёр: В. Арапов
композитор: Акшин Ализаде
звукооператор: Владимир Савин
дирижёр: Назим Рзаев
оператор комбинированных съёмок: Вагиф Мурадов (в титрах — В. Мурадов)
художник комбинированных съёмок: Мирза Рафиев
ассистенты режиссёра: Самед Лвзымов, Ниджат Файзуллаев, Эсмира Исмаилова
ассистенты оператора: Амин Новрузов, И. Копанец, Вагиф Багиров
ассистентка художника: Тамилла Дагестанлы
консультант: Ильяс Гусейнов
редактор: Адхам Гулубеков
директор фильма: Башир Кулиев